# سنت-ژنوییو-دو-باتیسکان، کبک
سَنت-ژِنوییِو-دُ-بَتیسکان (به فرانسوی: Sainte-Geneviève-de-Batiscan) قصبه‌ای در منطقه شهری له شنو ناحیه موریسی در استان کبک کانادا است. در سرشماری سال ۲۰۱۱ این قصبه ۱٬۱۱۰ نفر جمعیت داشته‌است و مساحت آن ۹۷٫۰۹ کیلومتر مربع است.